# Tatahuicapan de Juárez
Tatahuicapan de Juárez là một đô thị thuộc bang Veracruz, México. Năm 2005, dân số của đô thị này là 12350 người.